# Kate Austin
Ne doit pas être confondu avec Kate Austen.
Kate Cooper Austin (Comté de LaSalle, 25 juillet 1864– Kingman, 28 octobre 1902) est une journaliste américaine, libertaire et féministe, membre de l'American Press Writers' Association.

## Biographie
Kate fut élevée au sein d'une famille universaliste unitarienne et spiritualiste de Hook's Point dans l'Iowa où elle vint s'installer à l'âge de six ans. Ayant perdu sa mère à l'âge de onze ans, elle dut s'occuper de ses jeunes frères et sœurs. Elle se maria à Hook's Point en août 1883.
C'est à cette époque que son père découvrit le journal libertaire et féministe Lucifer, The Light-Bearer publié par Moses Harman. Toute la famille Austin fut vivement impressionnée par les écrits de Harman, mais ce furent les émeutes sanglantes de Haymarket Square à Chicago en 1886 et la répression sévère qui suivit (entraînant la mort de huit policiers et d'un nombre inconnu de civils ainsi que la condamnation à mort et l'exécution de quatre grévistes, un autre se suicidant en prison) qui amena définitivement Kate à l'anarchisme militant. 
En tant que membre de l'APWA, elle collabora aux journaux anarchistes Lucifer, The Light-Bearer, The Firebrand, Free Society, Discontent, et le Demonstrator.
Socialiste libertaire, elle s'opposa au courant individualiste. Libre-penseuse et féministe, elle lutta également pour l'émancipation sexuelle de la femme.
À sa mort, elle laissa neuf enfants âgés de 10 à 19 ans.

## Écrits
- Is woman doomed by natural law to be the mental inferior of man ?, 1901, notice.
- La Question des Sexes in Rapport du Congrès antiparlementaire international de Paris, 1900, cité.

### Sources
- en:Kate Austin.
- WorldCat : notice.
- Centre International de Recherches sur l'Anarchisme (Lausanne) : notice bibliographique.
- RA.forum : notice biographique.
- Dictionnaire international des militants anarchistes : Kate Austin.

## Audiovisuel
- Joel Sucher, Steven Fischler, Anarchism in America, The National Endowment for the Humanities, Pacific Street Film Projects, 1981, voir en ligne.